# اشباح گویا
اشباح گویا (به انگلیسی: Goya's Ghosts) نام فیلمی به کارگردانی میلوش فورمن محصول مشترک ایالات متحده آمریکا و اسپانیا در سال ۲۰۰۶ است. فیلمنامه این فیلم را ژان کلود کاریر نوشته‌است و بازیگرانی همچون خاویر باردم، ناتالی پورتمن و استلان اسکاشگورد در آن بازی کرده‌اند.
در این فیلم نقاش معروف اسپانیایی تنها بهانه‌ای است برای تماشای بخشی از وحشتناک‌ترین مقاطع تاریخ اروپا در سرزمین انقلابات و جنگ‌ها یعنی اسپانیا.

## خلاصه داستان
فیلم دربارهٔ دختر نوجوانی (با بازی ناتالی پورتمن) است که در ابتدای فیلم به دلیل خودداری از خوردن گوشت خوک به یهودیت متهم می‌شود. دادگاه عالی مسیحی او را محکوم به تحمل حبس سنگینی می‌کند تا اینکه کشیش لورنزو (با بازی خاویر باردم) از روی انسان‌دوستی آمیخته با غریزه شهوانی سرکوب‌شده به دختر بی نوا کمک می‌کند تا روزگار بهتری را در زندان سپری کند. از سوی دیگر پدر صاحب نفوذ دختر ضمن تهدید کردن کشیش لورنزو و به دام انداختن وی در میهمانی که به همین منظور ترتیب داده در حضور فرانسیسکو گویا (با بازی استلان اسکارسگارد) او را وادار به نگارش مطالب کفرآمیزی می‌کند و لورنزو را تهدید می‌کند که در صورت عدم حمایت و کمک به آنها در جهت آزادی دخترشان نوشته‌های کفر آمیز لورنزو را برای سران حکومت مسیحی فاش سازند. فرانسیسکو گویا نقاش مشهور قرون ۱۸ و ۱۹ میلادی که از رفتار غیرانسانی پدر دخترک با لورنزو خشمگین شده با ناراحتی منزل آنها را ترک می‌کند.
دختر جوان پس از سال‌ها تحمل زجر زیاد در حالی که دیگر تعادل روانی اش را از دست داده از سیاهچال حکومت مسیحی آزاد شده و برای درخواست کمک اتفاقاً به در خانه "فرانسیسکو گویاً می‌رود… کشیش لورنزو که با قدرت گرفتن جمهوری خواهان از روی فرصت طلبی اکنون به مقام و مسند بالایی تکیه کرده به دلیل ارتباط نا مشروعی که پیش از آن در زندان با زن جوان داشته از به جا آوردن او سر باز می‌زند تا اینکه بالاخره موضوع تولد دختری از رابطه آنها و یافته شدنش در زندان همه معادلات را دگرگون می‌سازد… سپس با قدرت گرفتن دوباره حکومت مذهبی کلیسایی و شکست جمهوری خواهان کشیش لورنزو توسط سران مسیحی شناسایی شده و به دلیل نگارش عقاید کفر آمیزی که (هرچند به زور) پیشتر بر روی کاغذ نوشته و همچنین همکاری با قوای اشغالگر محکوم به مرگ می‌شود.
صحنه پایانی فیلم که از تأثیر گذارترین صحنه‌های آن نیز است همراه با شنیده شدن صدای آواز دخترکان و دویدن آنها در اطراف پیکر بی جان لورنزو در حالی که زن جوان هم معصومانه دست در دست پیکر مرده او دارد به پایان می‌رسد.

## بازی بازیگران
یکی از بهترین بازی‌ها را در این فیلم می‌توان مشاهده کرد. خاویر باردم که هم به جهت فیزیکی به این نقش می‌خورد، هم بازی بسیار خوبی در این کارکتر دارد، سیر تحول یک کشیش تا یک آزادی‌خواه را عالی به تصویر می‌کشد.
ناتالی پورتمن نیز چه در نقش جوانی خود که معصومیت در او موج می‌زند و چه پیری که عقلش زایل شده، بازی خوبی ارائه می‌دهد.